# Cry Wolf (a-ha)
Cry Wolf è un singolo del gruppo musicale norvegese a-ha, pubblicato nel 1986 ed estratto dall'album Scoundrel Days.
Il brano è stato composto da Magne Furuholmen, mentre il testo è stato scritto da Pål Waaktaar.

## Tracce
- 7"

1. Cry Wolf (Album Version) - 4:05
2. Maybe, Maybe - 2:34

## Video
Il videoclip della canzone è stato diretto dal regista irlandese Steve Barron ed è stato girato in Francia. Il soggetto del video è ispirato alla favola Al lupo! Al lupo!, a cui è ispirata la stessa canzone.